# Seinfeld (säsong 3)
Säsong 3 av Seinfeld är en amerikansk TV-serie skapad av Jerry Seinfeld och Larry David, som började sändas den 18 september 1991 på NBC. Den består av 23 avsnitt och avslutade sin sändningsrunda den 6 maj 1992. Avsnitten "The Tape", "The Pen" och "The Letter" är några av säsongens avsnitt som är inspirerade av manusförfattarnas egna upplevelser. Medskaparen Larry David uppger att den tredje säsongen var en stor vändpunkt för serien, när det gäller hur den gjordes. Det var då som manusförfattarna började skriva icke-linjära historier med avsnitt som innehåll flera historier. George blev en ännu större lögnare, Elaine mer udda och Kramer blev mer säkrare på sig själv genom sina galna upptåg. Den här säsongen fick åtta Emmy-nomineringar och en Directors Guild of America Award-nominering.
DVD-boxen för säsong 3 släpptes av Sony Pictures Home Entertainment i Region 1 den 23 november 2004, tolv år efter det att den hade sänts på TV. Den släpptes även i Region 2 den 1 november 2004, samt den 18  oktober 2004 i Region 4. Samtliga avsnitt (utom "The Stranded" som producerades för den andra säsongen), kom med bonusmaterial, däribland bortklippta scener, animationer, exklusivt stand-up-material, samt kommentatorsspår.

## Avsnittsguide
Samtliga avsnitt är listade efter sändningsdatum och listar även dess produktionskoder.
| Nr i serien | Nr i säsongen | Titel                            | Regissör        | Manus                                             | Originalvisning   | Prod. kod | Tittarsiffror (miljoner) |
| --- | ------------- | -------------------------------- | --------------- | ------------------------------------------------- | ----------------- | --------- | ------------------------ |
| 18 | 1             | "The Note"                       | Tom Cherones    | Larry David                                       | 18 september 1991 | 301       | 21.7                     |
| Jerry är hos en massös. Han berättar om ett försvunnet barn han läst om. Massösen känner sig hotad. George och Elaine blir också sugna på massage. George blir masserad av en man, han tror att ”den” rör sig. Kramer ser Joe DiMaggio äta munkar. |               |                                  |                 |                                                   |                   |           |                          |
| 19 | 2             | "The Truth"                      | David Steinberg | Elaine Pope                                       | 25 september 1991 | 302       | 16.7                     |
| Jerry blir granskad av skattemyndigheterna. George dejtar en revisor som lovar att hjälpa Jerry. Kramer dejtar Elaines rumskamrat. George gör slut. Kramer ser Elaine naken. |               |                                  |                 |                                                   |                   |           |                          |
| 20 | 3             | "The Pen"                        | Tom Cherones    | Larry David                                       | 2 oktober 1991    | 305       | 15.1                     |
| Jerry och Elaine hälsar på Jerrys föräldrar i Florida. Jerrys far ska avtackas som ordförande för bostadsföreningen. Elaine får ryggskott av gästsoffan. Jerry beundrar grannen Jack Klumpers astronautpenna och han får den. Det ses som att han tjatat sig till den. Jerry snorklar och vakuumet i cyklopet ger honom två blåklockor. Han ger tillbaks pennan. Jerry och Elaine går till avtackningen, Jerry med solglasögon och Elaine drogad av smärtstillande. Jerrys far och Jack Klumper börjar slåss om pennan. |               |                                  |                 |                                                   |                   |           |                          |
| 21 | 4             | "The Dog"                        | Tom Cherones    | Larry David                                       | 9 oktober 1991    | 303       | 17.2                     |
| 22 | 5             | "The Library"                    | Joshua White    | Larry Charles                                     | 16 oktober 1991   | 304       | 16.4                     |
| Jerry blir kontaktad för att han inte lämnat tillbaks en bok till biblioteket 20 år tidigare. Kramer dejtar bibliotekarien, George identifierar en uteliggare som sin gamla gymnastiklärare so tidigare plågat honom. George fick honom sparkad. Jerry hittar inte boken, George får ett kalsongryck av uteliggaren och det visar sig att den saknade boken ligger bland hans saker. |               |                                  |                 |                                                   |                   |           |                          |
| 23 | 6             | "The Parking Garage"             | Tom Cherones    | Larry David                                       | 30 oktober 1991   | 306       | 17.0                     |
| Vännerna åker till ett köpcentrum för att handla. När de ska hämta bilen i garaget kan de inte hitta den. Resten av avsnittet går ut på att hitta bilen. |               |                                  |                 |                                                   |                   |           |                          |
| 24 | 7             | "The Café"                       | Tom Cherones    | Tom Leopold                                       | 6 november 1991   | 307       | 16.4                     |
| En restaurang öppnar i Jerrys kvarter. Han serverar mat från alla hörn. George ska göra IQ-test för att imponera på flickvän. En man vill ha tillbaks Kramers jacka som han tagit i sin mors garderob. George övertalar Elaine att göra det i hans namn. Jerry tipsar restaurangägaren om att fokusera på pakistanskt. George blir avslöjad. Restaurangen gör konkurs och Kramer blir av med sin jacka. |               |                                  |                 |                                                   |                   |           |                          |
| 25 | 8             | "The Tape"                       | David Steinberg | Larry David and Bob Shaw & Don McEnery            | 13 november 1991  | 308       | 15.8                     |
| Jerry har spelat in sin ståuppshow för att lyssna på dagen efter. En kvinna har spelat in ett meddelande av sexuell natur på bandet, uppenbarligen till Jerry. Elaine avslöjar för George att det är hon som talat in meddelandet. Senare flirtar hon med Kramers kamera, George får känslor för Elaine som han inte haft förut. George beställer en mirakelkur för hårväxt från Kina med hjälp av mannen som kör ut kinamat. Medlet stinker, George avslöjar för Jerry och Kramer att det är Elaine på bandet. Elaine kommer och tre män stirrar på henne med lystna blickar. |               |                                  |                 |                                                   |                   |           |                          |
| 26 | 9             | "The Nose Job"                   | Tom Cherones    | Peter Mehlman                                     | 20 november 1991  | 309       | 16.3                     |
| Jerry träffar skådespelerska, Isabel, sexig men fantastiskt dum. George träffar en kvinna, Audrey, han störs av hennes stora näsa. Kramer behöver hjälp med att få tag i en jacka hemma hos sin mor. En jacka som är en riktig ”brud-magnet”. Jackan tillhör en herrbekant till hans mor som åkt i fängelset. Elaine lovar att låtsas vara mannens dotter, Kramer ikläder sig rollen av ”Professor Van Nostrand”. Kramer träffar Audrey och berättar utan krusiduller att han tycker hon behöver operera näsan, till de andra vännernas förfäran. Jerrys hjärna spelar schack med hans penis. Till slut vinner hjärnan och han kan dumpa Isabel. Audrey gör operationen som misslyckas. Vicevärden avslöjar ”Professor Van Nostrand” eftersom han pratar nedlåtande om modern. Kramer kommer iväg med jackan och Audrey gör om operationen och börjar träffa Kramer. |               |                                  |                 |                                                   |                   |           |                          |
| 27 | 10            | "The Stranded"                   | Tom Cherones    | Larry David & Jerry Seinfeld and Matt Goldman     | 27 november 1991  | 209       | 18.6                     |
| Jerry, George och Elaine åker på en fest på Long Island. En kollega som George är intresserad av ska dit. Jerry och Elaine följer motvilligt med. George ber att få låna bilen så att han och kollegan kan åka tidigare. Jerry går med på detta och får problem att förklara för Elaine hur den hederskodexen mellan grabbar fungerar. Jerry ringer till Kramer för att han ska komma. När Kramer väl dyker upp är festen slut sedan länge. Jerry ger sitt telefonnummer till värden, Steve, och säger att om han kommer till Manhattan ska de göra något tillsammans. En kväll när Jerry är på väg ut kommer Steve, något förfriskad. Jerry ursäktar sig men ber honom stiga in och känna sig som hemma medan han är ute. Kramer kommer in och träffar Steve. Steve vill ha damsällskap och Kramer tipsar om en eskortfirma. När Jerry kommer hem får han betala för eskorten. Då kommer polisen. |               |                                  |                 |                                                   |                   |           |                          |
| 28 | 11            | "The Alternate Side"             | Tom Cherones    | Larry David and Bill Masters                      | 4 december 1991   | 310       | 18.0                     |
| Jerrys bil blir stulen. Jerry ringer till biltelefonen och tjuven svarar. Han är dock inte villig att lämna tillbaks bilen. Kramer frågar om han åtminstone kan skicka tillbaks handskarna som ligger i handskfacket. Det visar sig att Sid, mannen som parkerar om bilarna på gatan mot en mindre avgift, har glömt bilnycklarna i bilen. Sid känner att han behöver semester och George tar jobbet ett par veckor. Kramer berättar att han fått en roll i Woody Allen-filmen som spelas in i kvarteret. Det är en talroll med en replik: ”These pretzels are making me thirsty”. Elaine berättar att hon vill bryta upp med mannen hon träffar för tillfället. Det är en äldre herre och när hon ska berätta det kollapsar han. Hon baxar upp honom till Jerrys lägenhet. Jerry ringer ambulansen och Jerry, Elaine och Kramer gör tafatta upplivningsförsök. Ambulansen dröjer, det visar sig att den krockat med George, i Jerrys hyrbil. Elaine känner sig tvungen att fortsätta träffa mannen, men glider snart ur förhållandet. Kramer berättar att hans roll blev indragen, Jerry får inte ut pengarna på försäkringen. Mannen Elaine träffade blir bättre och Kramer får tillbaks sina handskar. |               |                                  |                 |                                                   |                   |           |                          |
| 29 | 12            | "The Red Dot"                    | Tom Cherones    | Larry David                                       | 11 december 1991  | 311       | 17.9                     |
| George och Jerry är bjudna på firmafest där Elaine jobbar. Elaine har ett hemligt förhållande med en kollega, Dick, nykter alkoholist. Elaine erbjuder George jobb på firman. Jerry blandar ihop glasen så att Dick får ett glas med spetsad bål. Han får ett återfall. George får jobbet och som tack köper han en vit kaschmir tröja till Elaine. Den är kraftigt nedsatt i pris eftersom den har en liten röd prick. Elaine blir glad men Kramer ser den lilla röda pricken. Dick får sparken och George har sex med städerskan, på sitt skrivbord. Elaine tycker att det var snålt av George att ge bort en defekt tröja så hon ger tillbaks den. George ger den till städerskan, som också upptäcker pricken. Städerskan berättar om deras affär och George får sparken. När Jerry och Elaine hjälper George med att rensa skrivbordet kommer en överförfriskad Dick dit för att hämnas. De gömmer sig under skrivbordet och George sticker darrande ut kashmirtröjan som fredsgåva. |               |                                  |                 |                                                   |                   |           |                          |
| 30 | 13            | "The Subway"                     | Tom Cherones    | Larry Charles                                     | 8 januari 1992    | 313       | 18.7                     |
| Jerry, George, Elaine och Kramer är på tunnelbanan. Jerry ska till Coney Island för att hämta sin stulna bil på biluppställningsplatsen. George ska på anställningsintervju, Elaine ska vara marskalk på ett lesbiskt bröllop och Kramer ska till rätten för diverse trafikförseelser. När de har delat på sig blir George uppraggad av en kvinna. Han hoppar över anställningsintervjun och låter istället sig bli fastkedjad i sängen på ett hotellrum. Planerna ändras igen när det visar sig att kvinnan rånar honom. Besviken över de små värden George har på sig tar hon även hans kostym. Jerry somnar på tåget och när han vaknar sitter han mittemot en naken man. De börjar konversera och väl framme i Coney Island går de till nöjesfältet tillsammans. Elaines tåg blir stillastående i tunneln. Kramer råkar höra ett stalltips på tåget och går till en spelbutik där han satsar efter instruktionerna. Han plockar ut sina pengar men en man följer efter honom till tunnelbanan. Väl där blir han rånad men rånet avbryts av en civilklädd polis. Jerry, Elaine och Kramer sitter på sitt stamställe, Monk's. Jerry berättar att han inte hann hämta ut bilen, Elaine missade bröllopet och till allas förvåning betalar Kramer. George dyker upp, inlindad i hotellakan och ber sammanbitet att få nycklarna till Jerrys lägenhet.                                                                                                |               |                                  |                 |                                                   |                   |           |                          |
| 31 | 14            | "The Pez Dispenser"              | Tom Cherones    | Larry David                                       | 15 januari 1992   | 314       | 19.2                     |
| George träffar en konsertpianist, Noel. Kramer har gått med i en vinterbadarförening, han tycker att det ger honom en fantastisk doft av strand. Kramer ger Jerry en PEZ-automat. Jerry och Elaine blir bjudna på konsert med George där Noel uppträder. Jerry placerar automaten på en tom stol så att det ser ut som om den är en intresserad åskådare. Elaine får se detta och kan inte hålla sig från skratt. Mitt i föreställningen går hon gapskrattande ut. Kramer får träffa en medarbetare på Calvin Klein och han försöker sälja in doften av strand som cologne – the Beach. Jerry lovar att hålla en intervention för en avlägsen bekant som har problem med droger. Medan man väntar på den bekante kommer Kramer med alla vinterbadarna och George och Noel kommer också dit. Elaine får höra ett skämt av en av vinterbadarna och börjar skratta. Noel känner igen skrattet och lämnar George. I epilogen på Monk's visar det sig att interventionen lyckades tack vare att den drogberoende får se PEZ-automaten. Den får honom att minnas en episod från hans barndom och han lovar att skriva in sig. Jerry automaten. Nu är han beroende av Pez-tabletter istället. |               |                                  |                 |                                                   |                   |           |                          |
| 32 | 15            | "The Suicide"                    | Tom Cherones    | Tom Leopold                                       | 29 januari 1992   | 312       | 16.9                     |
| Elaine måste fasta eftersom hon ska undersökas med röntgen för att se om hon har magsår. George ska åka till Kajmanöarna. Jerrys granne Martin får för sig att Jerry är förtjust i hans flickvän Gina. Gina gör slut med Martin och han försöker ta sitt liv men hamnar i koma. Gina avslöjar sina känslor för Jerry och han är inte avvisande men lite stressad över att pojkvännen ligger i koma. Elaine tar med George till ett medium som varnar George för att resa. Elaine är upprörd för att mediet röker trots att hon är gravid. Mediet kastar ut Elaine och George utan att George får klarhet i om han kan resa eller inte. En annan granne, Newman, får se Gina och Jerry. Han beger sig till sjukhuset så att han kan skvallra för Martin när denne vaknar. Kramer är där för att han vill ha kontroll över sin utlånade dammsugare och George och Jerry följer med Elaine som nu är så hungrig att hon nästan yrar. George får se mediet som är inne för att föda barn, han försöker få henne att berätta om hennes varning betyder att han ska avstå resan. Jerry försöker muta Newman med en kaka, Drakes Coffe Cake. Newman antar budet, men precis när Martin vaknar kommer Elaine in och tar kakan. Newman skvallrar, Elaine måste göra om fastandet och George ger bort resan till Kramer. Gina och Martin blir ett par. Kramer träffar, och blir god vän med, samtliga baddräktsmodeller till Sports Illustrateds sommarnummer. |               |                                  |                 |                                                   |                   |           |                          |
| 33 | 16            | "The Fix-Up"                     | Tom Cherones    | Elaine Pope & Larry Charles                       | 5 februari 1992   | 317       | 18.5                     |
| Jerry och Elaine ordnar en träff mellan George och en god vän till Elaine, Cynthia. Kramer delar ut kondomer han fått från Bob Sacamano, som enligt uppgift jobbar på en kondomfabrik i New Jersey. George tar en, och den får han användning för på dejten. Kramer varnar för att kondomerna är defekta. Cynthia får inte sin mens och hon tror att hon är gravid. George får reda på det och till Elaines förvåning springer han dit och erbjuder sitt stöd. George och Cynthia blir ett par. |               |                                  |                 |                                                   |                   |           |                          |
| 3435 | 1718          | "The Boyfriend" "The New Friend" | Tom Cherones    | Larry David and Larry Levin                       | 12 februari 1992  | 315316    | 17.0                     |
| George, Jerry och Kramer har tränat basket. I omklädningsrummet träffar de Keith Hernandez, en basebollstjärna från New York laget Mets. Det utvecklar sig till något som påminner om ett förälskelse- och förförelsespel från Jerrys sida mot Keith Hernandez, till Elaines förvåning. Keith Hernandez börjar dejta Elaine. George uppger för A-kassan att hans sökt jobb, på Vandelay Industries, som latexförsäljare. Han uppger Jerrys lägenhet som adress och Jerrys telefonnummer. Kramer och Newman berättar att de föraktar Keith Hernandez eftersom han spottat på dem, efter att de häcklat honom utanför stadion. Kramer är inte informerad om att svara Vandelay Industries och när telefonsamtalet kommer svarar han. George bjuder ut dottern till handläggaren på A-kassan för att undvika utförsäkring. Elaine dejtar Keith Hernandez och Jerry och Kramer åker till de gemensamma bekanta Mike och Carol för att titta på deras bebis. Keith ber Jerry om flytthjälp. Jerry dumpar Keith, för att han tycker flytthjälp är för tidigt och Elaine dumpar Keith för att han röker. Keith förklarar vem som spottat, det visar sig vara en annan basebollstjärna, Roger McDowell. Kramer och Newman hjälper Keith att flytta. George blir dumpad och måste presentera Keith Hernandez för att behålla A-kassan. |               |                                  |                 |                                                   |                   |           |                          |
| 36 | 19            | "The Limo"                       | Tom Cherones    | Synopsis av : Marc Jaffe Manus av : Larry Charles | 26 februari 1992  | 318       | 19.5                     |
| George ska hämta Jerry på flygplatsen, men den går sönder på vägen så han tar sig dit utan bil. En limousinchaufför har en skylt som det står "O'Brien" på och Jerry vet att han missat planet. De kommer överens om att George spelar O'Brien, Colin O'Brien för att få lift till stan. Det verkar fungera och de får veta att de har fyra vip-platser på Madison Square Garden. De stämmer träff med Kramer och Elaine för att bjuda dem. Det visar sig att två andra personer plockas upp, de har aldrig träffat O'Brien, men han är deras ledare, ledaren för en arisk kamporganisation. Väl framme i stan stöter man på motdemonstranter till nazisten, dessa misstar George för O'Brien, men däremot avslöjas han av medpassagerarna. |               |                                  |                 |                                                   |                   |           |                          |
| 37 | 20            | "The Good Samaritan"             | Jason Alexander | Peter Mehlman                                     | 4 mars 1992       | 319       | 16.1                     |
| Jerry bevittnar hur en bil kör in i och skadar en annan bil. Han meddelar detta till Elaine och söker upp bilföraren. Det visar sig vara en ung kvinna och istället för konfrontation bjuder han ut henne. Han berättar historien för George men Elaine och Kramer får höra en annan variant där han konfronterade kvinnan. George och Elaine går ut och äter med gift par som Elaine säger. George säger prosit när kvinnan nyser. Jerry anser att man bör säga "du ser så bra ut" istället. George har en affär med den gifta kvinnan han sa prosit till, Kramer får anfall av Mary Harts röst i Entertaimet Tonight. Jerry får reda på att det är hans vackra granne som äger den påkörda bilen. Han berättar för henne att han känner den som körde på och smet och att han vill ersätta. Hon tror då att han har kört på bilen och döljer det. Kramer lyckas däremot få en träff med henne. |               |                                  |                 |                                                   |                   |           |                          |
| 38 | 21            | "The Letter"                     | Tom Cherones    | Larry David                                       | 25 mars 1992      | 320       | 22.3                     |
| Jerry träffar en kvinna, Nina, som är konstnär. Hon målar av Kramer, enligt Jerry för att hon "målar abstrakta saker". För att inte verka obegåvad köper George ett konstverk av henne. George, Elaine och Kramer får biljetter till en Yankees match mot Baltimorelaget Orioles. Platser reserverade för Yankeesägare eftersom Ninas far är revisor åt Yankees. Elaine är från Baltimore och har en Orioleskeps på sig, hon har valt matchen istället för sin chefs sons bris. Ninas far som är revisor åt Yankees kommer och ber Elaine ta av sig kepsen. Det blir handgemäng samtidigt som Kramer träffas av en boll i huvudet. Det blir bild i tidningen som Elaine försöker dölja för sin chef. Tavlan på Kramer blir såld och Jerry och Nina gör slut. Jerry får ett brev från Nina och de börjar träffas igen. Brvet visar sig vara en avskriven sång ur Neil Simons Chapter Two. Elaine blir medbjuden av sin chef på Yankeesmatch. Han är bjuden av sin revisor, som visar sig vara Ninas far. Som ett skämt uppmanas hon ta på sig Orioleskepsen. Hon lyder och på TV rapporteras om uppståndelse vid ägarbåset under Yankeesmatchen. |               |                                  |                 |                                                   |                   |           |                          |
| 39 | 22            | "The Parking Space"              | Tom Cherones    | Larry David and Greg Daniels                      | 22 april 1992     | 322       | 17.8                     |
| George och Elaine har lånat Jerrys bil och är på väg tillbaks från en loppmarknad för att se på boxningsmatch hos Jerry. Vid ankomsten ska George backa in på en ledig plats när en annan bil försöker köra in med fronten först. George och mannen i den andra bilen, Mike, blir osams om vem som har rätt till platsen. George menar att han är först, Mike menar att det tog för lång tid, George menar att det inte går att fickparkera med fronten först, Mike erbjuder sig att visa om George flyttar sig etc. Snart är hela grannskapet engagerat. Det visar sig att Mike är god vän med Kramer och också ska se matchen hos Jerry. Kampen om parkeringsplatsen drar ut på tiden och när Jerry till slut ensam sätter sig i soffan och slår på teven hörs nedräkning till knockout. |               |                                  |                 |                                                   |                   |           |                          |
| 40 | 23            | "The Keys"                       | Tom Cherones    | Larry Charles                                     | 6 maj 1992        | 321       | 16.4                     |
| Jerry ledsnar på det sätt Kramer utnyttjar tillgången han har till Jerrys lägenhet och kräver tillbaks lägenhetsnycklarna. Det leder till en lång kedja av nyckelbyten, där Kramer kräver tillbaks sina från Jerry. Kramer försöker ge dem till George som försöker ta sina från Elaine för att byta med Kramer etcetera. Kramer känner dock att det krävs en större förändring och beger sig till Los Angeles. De andra vännerna försöker få tag i Kramer och plötsligt får de se honom i en liten roll i situationskomedin Murphy Brown. |               |                                  |                 |                                                   |                   |           |                          |